# Nederlandse voetbalkampioenen 2015/16
Dit is de lijst van Nederlandse voetbalkampioenen van het seizoen 2015/16.
Bij de mannen betreft het de kampioenen van de veldvoetbalcompetities voor de standaardelftallen, zijnde de beide profcompetities en de 187 amateurcompetities van de Topklasse tot en met de Vijfde klasse.
Bij de vrouwen betreft het de landskampioen en de 31 kampioenen van de Topklasse, Hoofdklasse en de Eerste klasse op landelijk niveau en de Tweede- en Derde klasse op districtsniveau.

## Mannen
In de Eredivisie werd de kampioen dit seizoen pas na de laatste speelronde bekend. PSV prolongeerde de landstitel die hiermee voor de 23e keer werd gewonnen. Het was voor PSV de 20e eredivisietitel.
In de Eerste divisie (Jupiler League) werd Sparta Rotterdam kampioen. Het was voor Sparta het eerste kampioenschap na de in het seizoen 1958/59 behaalde landstitel. Sparta komt hierdoor in het seizoen 2016/17 voor de derde periode uit in de Eredivisie. De eerste periode duurde 46 seizoenen (vanaf de start in 1956/57 tot en met 2001/02) en de tweede periode besloeg vijf seizoenen (2005/06-2009/10).
Twee clubs werden voor het derde opeenvolgende jaar kampioen in hun klasse. Dit betrof de zaterdagclubs SC Feyenoord (West-II, 4E-3D-2D) en VV Pelikaan-S (Noord, 5E-4C-3C). Naast landskampioen PSV werden ook elf amateurclubs voor het tweede opeenvolgende jaar kampioen in hun klasse. Bij de zaterdagclubs betrof het ZVV De Esch (Oost, 3D-2H). Bij de zondagclubs betrof het FC Lienden (2× topklasse), VV Heerenveen (Noord, 2K-1F), SC Woezik (Oost, 2G-1D), VV Chevremont (Zuid-2, 2I-1D), HVV Laakkwartier (West-II, 3C-2C), RKSV Heer (Zuid-II, 4A-3A), SVZ (Noord, 5D-4C), SV Dinxperlo (Oost, 5D-4C), RKSV Sint George (West-I, 5A-4B) en APWC (West-I, 5D-4G).

### Landelijk
| Competitie       | Zaterdag            | Zondag              |
| ---------------- | ------------------- | ------------------- |
| Eredivisie       | PSV                 | PSV                 |
| Eerste divisie   | Sparta Rotterdam    | Sparta Rotterdam    |
| Algemeen amateur | Excelsior Maassluis | Excelsior Maassluis |
| Topklasse        | Excelsior Maassluis | FC Lienden          |
| Hoofdklasse A    | ODIN '59            | RKVV Westlandia     |
| Hoofdklasse B    | Quick Boys          | VV Dongen           |
| Hoofdklasse C    | Harkemase Boys      | SV Juliana '31      |

### Zaterdagclubs
| West I | West I           | West II | West II           | Zuid I | Zuid I         | Oost | Oost                | Noord | Noord                |
| C.     | Kampioen         | C.      | Kampioen          | C.     | Kampioen       | C.   | Kampioen            | C.    | Kampioen             |
| ------ | ---------------- | ------- | ----------------- | ------ | -------------- | ---- | ------------------- | ----- | -------------------- |
| 1A     | DFS Opheusden    | 1B      | SV Argon          | 1C     | VV Smitshoek   | 1D   | SDV Barneveld       | 1E    | Oranje Nassau G.     |
|        |                  |         |                   |        |                |      |                     |       |                      |
| 2A     | AFC              | 2C      | SVC '08           | 2E     | MZC '11        | 2G   | DUNO                | 2I    | VEV '67              |
| 2B     | FC Aalsmeer      | 2D      | SC Feyenoord      | 2F     | VV Almkerk     | 2H   | ZVV De Esch         | 2J    | VV Gorecht           |
|        |                  |         |                   |        |                |      |                     |       |                      |
| 3A     | VV Opperdoes     | 3A      | DoCoS             | 3A     | VV Serooskerke | 3A   | CDW                 | 3A    | SC Joure             |
| 3B     | SC Buitenveldert | 3B      | HVV Te Werve      | 3B     | DBGC           | 3B   | AGOVV               | 3B    | FC Grootegast        |
| 3C     | SV Loosdrecht    | 3C      | NSVV              | 3C     | VV Brederodes  | 3C   | SV Gramsbergen      | 3C    | VV Pelikaan-S        |
| 3D     | CJVV             | 3D      | VV Nieuwenhoorn   | 3D     | BLC            | 3D   | Quick '20           | 3D    | SV TONEGO            |
|        |                  |         |                   |        |                |      |                     |       |                      |
| 4A     | OFC              | 4A      | LSVV '70          | 4A     | RCS            | 4A   | SC Oranje           | 4A    | SC Bant              |
| 4B     | VEW              | 4B      | SV VELO           | 4B     | SKNWK          | 4B   | SC Veluwezoom       | 4B    | WTOC                 |
| 4C     | DCG              | 4C      | SV Nieuwkoop      | 4C     | VV Haaften     | 4C   | SV Batavia '90      | 4C    | VV Boerakker         |
| 4D     | AVV Zeeburgia    | 4D      | IFC               | 4D     | Olympia '60    | 4D   | SVVN                | 4D    | SV De Griffioen      |
| 4E     | SC Buitenboys    | 4E      | VV Schipluiden    |        |                | 4E   | SV Wilhelminaschool |       |                      |
| 4F     | SV Lopik         | 4F      | Spartaan'20       |        |                |      |                     |       |                      |
| 4G     | VV Bunnik '73    | 4G      | De Jonge Spartaan |        |                |      |                     |       |                      |
|        |                  |         |                   |        |                |      |                     |       |                      |
|        |                  |         |                   |        |                |      |                     | 5A    | VV Scharnegoutum '70 |
|        |                  |         |                   |        |                |      |                     | 5B    | SC Franeker          |
|        |                  |         |                   |        |                |      |                     | 5C    | SV Haulerwijk        |
|        |                  |         |                   |        |                |      |                     | 5D    | GRC Groningen        |
|        |                  |         |                   |        |                |      |                     | 5E    | VV Sweel             |

### Zondagclubs
| West I | West I             | West II | West II          | Zuid I | Zuid I              | Zuid II | Zuid II          | Oost | Oost                 | Noord | Noord                |
| C.     | Kampioen           | C.      | Kampioen         | C.     | Kampioen            | C.      | Kampioen         | C.   | Kampioen             | C.    | Kampioen             |
| ------ | ------------------ | ------- | ---------------- | ------ | ------------------- | ------- | ---------------- | ---- | -------------------- | ----- | -------------------- |
| 1A     | VV Hoogland        | 1B      | IFC              | 1C     | RKSV Nuenen         | 1D      | VV Chevremont    | 1E   | SC Woezik            | 1F    | VV Heerenveen        |
|        |                    |         |                  |        |                     |         |                  |      |                      |       |                      |
| 2A     | VV Assendelft      | 2C      | HVV Laakkwartier | 2E     | RKTVV               | 2G      | VV Schaesberg    | 2I   | Quick 1888           | 2K    | FC Wolvega           |
| 2B     | Legmeervogels      | 2D      | OVV              | 2F     | SV Marvilde         | 2H      | RKVV Volharding  | 2J   | STEVO                | 2L    | GRC Groningen        |
|        |                    |         |                  |        |                     |         |                  |      |                      |       |                      |
| 3A     | VV De Blokkers     | 3A      | RKVV Meerburg    | 3A     | SC Kruisland        | 3A      | RKSV Heer        | 3A   | SDC '12              | 3A    | VV Sint Annaparochie |
| 3B     | KFC                | 3B      | SV Wippolder     | 3B     | VV Baardwijk        | 3B      | VV Veritas       | 3B   | SV Colmschate '33    | 3B    | FC Assen             |
| 3C     | AGB                | 3C      | Antibarbari      | 3C     | Emplina             | 3C      | IVO Velden       | 3C   | RKZVC                | 3C    | SC Stadspark         |
| 3D     | VV Hooglanderveen  | 3D      | OHVV             | 3D     | VV Oirschot Vooruit | 3D      | RKSV Rhode       | 3D   | SV Spero             | 3D    | VV Raptim            |
|        |                    |         |                  |        |                     |         |                  |      |                      |       |                      |
| 4A     | DTS                | 4A      | SV Kickers '69   | 4A     | VV Philippine       | 4A      | VV Schimmert     | 4A   | RKSV NEO             | 4A    | VV Warga             |
| 4B     | RKSV Sint George   | 4B      | ONA              | 4B     | VV Victoria '03     | 4B      | FC Kerkrade-West | 4B   | SC Enschede          | 4B    | VV Jubbega           |
| 4C     | SV De Rijp         |         |                  | 4C     | RCD                 | 4C      | Centrum Boys     | 4C   | SV Dinxperlo         | 4C    | SVZ                  |
| 4D     | VV Schoten         |         |                  | 4D     | RKSV Groen Wit      | 4D      | SV Budel         | 4D   | Sportclub Groessen   | 4D    | SV Dedemsvaart       |
| 4E     | RKAV Volendam      |         |                  | 4E     | SvSSS               | 4E      | HBSV             | 4E   | SC Millingen         |       |                      |
| 4F     | Sporting Martinus  |         |                  | 4F     | VV SCR              | 4F      | VV Handel        | 4F   | VVO                  |       |                      |
| 4G     | APWC               |         |                  | 4G     | EVV Eindhoven AV    | 4G      | SV Milsbeek      | 4G   | FC Jeugd '90         |       |                      |
| 4H     | PVCV Vleuten       |         |                  | 4H     | RKVV Bergeijk       | 4H      | Berghem Sport    | 4H   | SV Zwolle            |       |                      |
|        |                    |         |                  |        |                     |         |                  |      |                      |       |                      |
| 5A     | SV Wieringerwaard  |         |                  | 5A     | Lepelstraatse Boys  | 5A      | DBSV             | 5A   | Sportlust Vroomshoop | 5A    | VV Dronrijp          |
| 5B     | RKVV Zwaagdijk     |         |                  | 5B     | DEVO                | 5B      | RKSV Sylvia      | 5B   | KVV Losser           | 5B    | VV Oranje Zwart      |
| 5C     | VV Waterloo        |         |                  | 5C     | VV Berkdijk         | 5C      | Urmondia         | 5C   | TVO                  | 5C    | VV Bakkeveen         |
| 5D     | TABA               |         |                  | 5D     | SC Olympus          | 5D      | RKAVC            | 5D   | Ulftse Boys          | 5D    | VV Kwiek             |
| 5E     | BSV Allen Weerbaar |         |                  |        |                     | 5E      | ONDO             | 5E   | VV Niftrik           | 5E    | VV WEO               |
|        |                    |         |                  |        |                     | 5F      | RKSV Meterik     | 5F   | MASV                 | 5F    | VV HOC               |
|        |                    |         |                  |        |                     | 5G      | VV Toxandria     | 5G   | VV Wolfersveen       |       |                      |
|        |                    |         |                  |        |                     | 5H      | MULO             | 5H   | Victoria Boys        |       |                      |
|        |                    |         |                  |        |                     | 5I      | Herpinia         |      |                      |       |                      |

### Beslissingswedstrijden
In twaalf competities eindigden twee clubs bovenaan met een gelijk puntentotaal, het kampioenschap in deze competitie werd beslist door een beslissingswedstrijd op neutraal terrein.

## Vrouwen
Bij de vrouwen prolongeerde FC Twente de landstitel, hun vierde oprij en vijfde in totaal. Waar de drie vorige titels nog in de BeNe League werden behaald, werd deze titel weer in de Eredivisie behaald.
Het team van Alcmaria Victrix werd voor het tweede achtereenvolgende seizoen klassekampioen (zondag 3A-2E). Derde klassers VV Drenthina (zaterdag 3F) werd voor het derde opeenvolgende seizoen klassekampioen en FC Medemblik (zondag 3A) voor het tweede jaar oprij.

### Landelijk
| Eredivisie    | Eredivisie    | FC Twente      |               |             |                 |
|               |               |                |               |             |                 |
| Topklasse     | Topklasse     | DTS Ede        |               |             |                 |
| Zaterdagclubs | Zaterdagclubs | Zaterdagclubs  | Zondagclubs   | Zondagclubs | Zondagclubs     |
| Competitie    | Competitie    | Kampioen       | Competitie    | Competitie  | Kampioen        |
| Hoofdklasse   | A             | Jong FC Twente | Hoofdklasse   | B           | SC Woezik       |
|               |               |                |               |             |                 |
| Eerste klasse | A             | SteDoCo        | Eerste klasse | C           | VV Kolping Boys |
| Eerste klasse | B             | HTC            | Eerste klasse | D           | SV Venray       |

### Districtsniveau
| Zaterdagclubs | Zaterdagclubs | Zaterdagclubs        | Zondagclubs   | Zondagclubs  | Zondagclubs      |
| Competitie    | Competitie    | Kampioen             | Competitie    | Competitie   | Kampioen         |
| ------------- | ------------- | -------------------- | ------------- | ------------ | ---------------- |
| Tweede klasse | A (West I)    | IJFC                 | Tweede klasse | E (West I)   | Alcmaria Victrix |
| Tweede klasse | B (West II)   | CVV Berkel           | Tweede klasse | F (Zuid I)   | RKVV Schijf      |
| Tweede klasse | C (Oost)      | VV de Weide          | Tweede klasse | G (Zuid II)  | RKSV Bekkerveld  |
| Tweede klasse | D (Noord)     | VV Sint Annaparochie | Tweede klasse | H (Oost)     | RKSV De Zweef    |
|               |               |                      |               |              |                  |
| Derde klasse  | 3A (West I)   | USV Hercules         | Derde klasse  | 3A (West I)  | FC Medemblik     |
| Derde klasse  | 3B (West II)  | Quick Boys           | Derde klasse  | 3B (West I)  | SV Bernardus     |
| Derde klasse  | 3C (Zuid I)   | BVV Barendrecht-3    | Derde klasse  | 3C (West II) | SV Charlois      |
| Derde klasse  | 3D (Oost)     | Odysseus '91-2       | Derde klasse  | 3D (Zuid I)  | VV Gilze         |
| Derde klasse  | 3E (Oost)     | SV Juliana '32       | Derde klasse  | 3E (Zuid I)  | RKSV Nuenen-2    |
| Derde klasse  | 3F (Noord)    | VV Drenthina         | Derde klasse  | 3F (Zuid II) | HVCH             |
| Derde klasse  | 3G (Noord)    | VIOD Driesum-2       | Derde klasse  | 3G (Oost)    | HVV Tubantia     |
| Derde klasse  | 3H (Noord)    | Asser Boys           | Derde klasse  | 3H (Oost)    | SV Blauw Wit     |

### Beslissingswedstrijden
In vier competities eindigden twee clubs bovenaan met een gelijk puntentotaal, het kampioenschap in deze competities werd beslist door een beslissingswedstrijd op neutraal terrein.
2002/03 · 2003/04 · 2004/05 · 2005/06 · 2006/07 · 2007/08 · 2008/09 · 2009/10 · 2010/11 · 2011/12 · 2012/13 · 2013/14 · 2014/15 · 2015/16 · 2016/17 · 2017/18 · 2018/19